# Крэгг, Тони
Тони Крэгг (англ. Tony Cragg; 9 апреля 1949, Ливерпуль) — британский скульптор.

## Биография
Крэгг родился 9 апреля 1949 в Ливерпуле в семье инженера авиационного производства. С 1966 по 1968 год работал техником в Национальной ассоциации исследований в области резинового производства. Начал изучать искусство на курсах в Глостерширском колледже искусства и дизайна в городе Челтенхем, а затем в Уимблдонской школе искусств в 1969—1973 годах. На протяжении этого периода его учителем был Роджер Эклинг, который познакомил его со скульпторами Ричардом Лонгом и Биллом Вудроу. Крэгг завершил своё образование учебой в Королевском колледже искусств в 1973—1977. Он покинул Великобританию в 1977 году и переехал в город Вупперталь в Германии, где живет и работает с тех пор. С 2009 года — ректор Дюссельдорфской академии художеств.

## Творчество
Многие ранние работы Крэгга сделаны из найденных материалов и подручных средств. На протяжении 1970-х он делал скульптуры, используя такие простые приемы, как складывание, разделение и дробление. В 1977 году, переехав в Германию, Крэгг сделал несколько напольных скульптур из различных бытовых предметов: пластмассовых детских машинок, кусочков пластика, найденного на улице, рассортированного по цвету. Отказавшись приравнять скульптурное творчество, по его выражению, к «тяжеловесному драматизму» работ из стали, он выбрал для себя в качестве материала пластик. Некоторые из его настенных и напольных произведений оказались откровенно идеологичными — особенно настенные, в которых пластиковые фрагменты укладывались в полицейского или спецназовцев, дубинками разгоняющих демонстрацию. И содержание, и манеру такого обращения к изобразительности можно соотнести с британской панк-революцией 1977-79 годов, которая превратила никому не нужные материалы в моду, а крики протеста — в музыку. В 1984 Крэгг находит более древнюю символику внутри форм современного хлама, он разложил отслужившие своё куски дерева в виде больших трехмерных структур, изображающих голову быка, лодку или рог. В 1981 состоялась новаторская выставка «Предметы и скульптура», проведенная одновременно в Институте современного искусства в Лондоне и галерее Арнольфини в Бристоле, на которой использование «урбанистических материалов» было возведено в норму. Её участниками, помимо Крэгга, стали Билл Вудроу, Эдвард Аллингтон, Ричард Дикон, Энтони Гормли, Аниш Капур, Брайан Орган, Питер Рэнделл-Пейдж и Жан-Люк Вильмут. Потом последовала экспозиция британского павильона на Венецианской биеннале 1982 года, и далее — выставка за выставкой. Базируясь поначалу в галерее Лиссон в Лондоне, «Новая британская скульптура» провозгласила ряд эстетических требований. Крэгг пытался пересмотреть отношение к изобразительному через использование уже существующих предметов и изображений, идя, таким образом, по стопам поп-арта. Начиная с 1983 Крэгг сделал серию скульптур, в которых экспериментировал с текстурами и узорами из формайка (огнеупорный пластик), пластмасс и поделочных материалов из разряда «сделай сам». Он присоединял друг к другу столы, книжные полки, буфеты и разные обрезки различных материалов и получившееся сооружение обивал обычными и искусственными тканями, что вызывало в памяти культуру китчевых ресторанных интерьеров. «Terris Novalis» — единственная крупномасштабная работа художника в Великобритании (установлена в 1997). Позднее Крэгг в своем творчестве использовал более традиционные материалы, такие как дерево, бронза и мрамор, часто создавая из них простые формы. Крэгг получил Премию Тернера в 1988, Императорскую премию — в 2007 году.

## Галерея

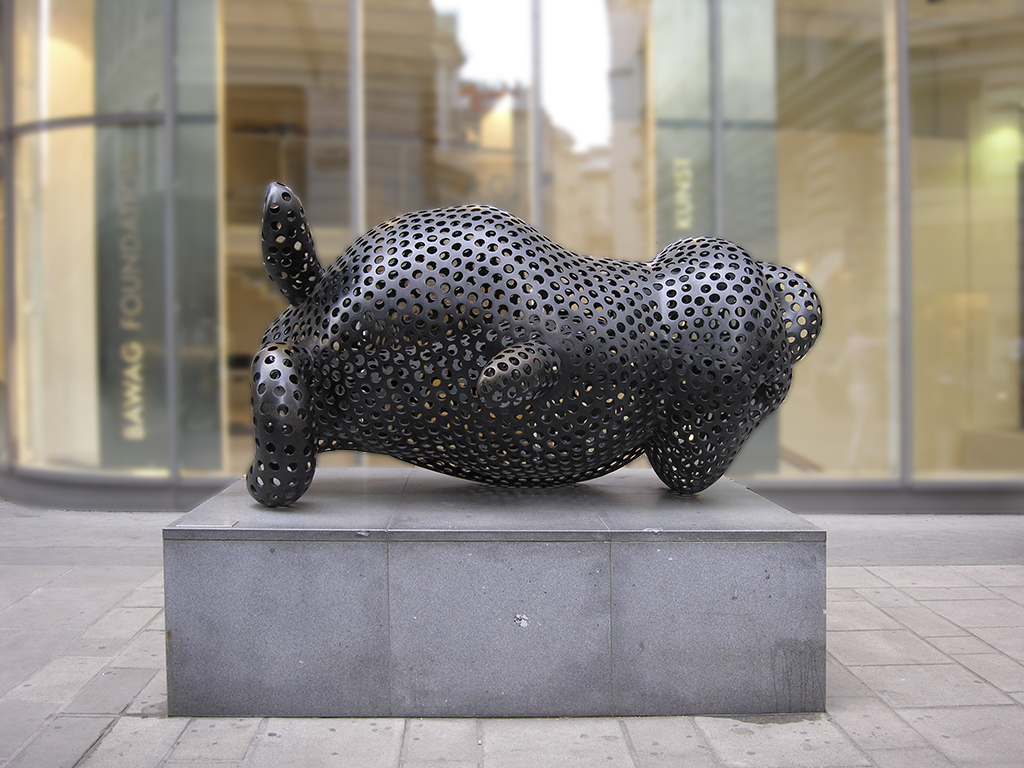
Ferryman, 1997. Вена.
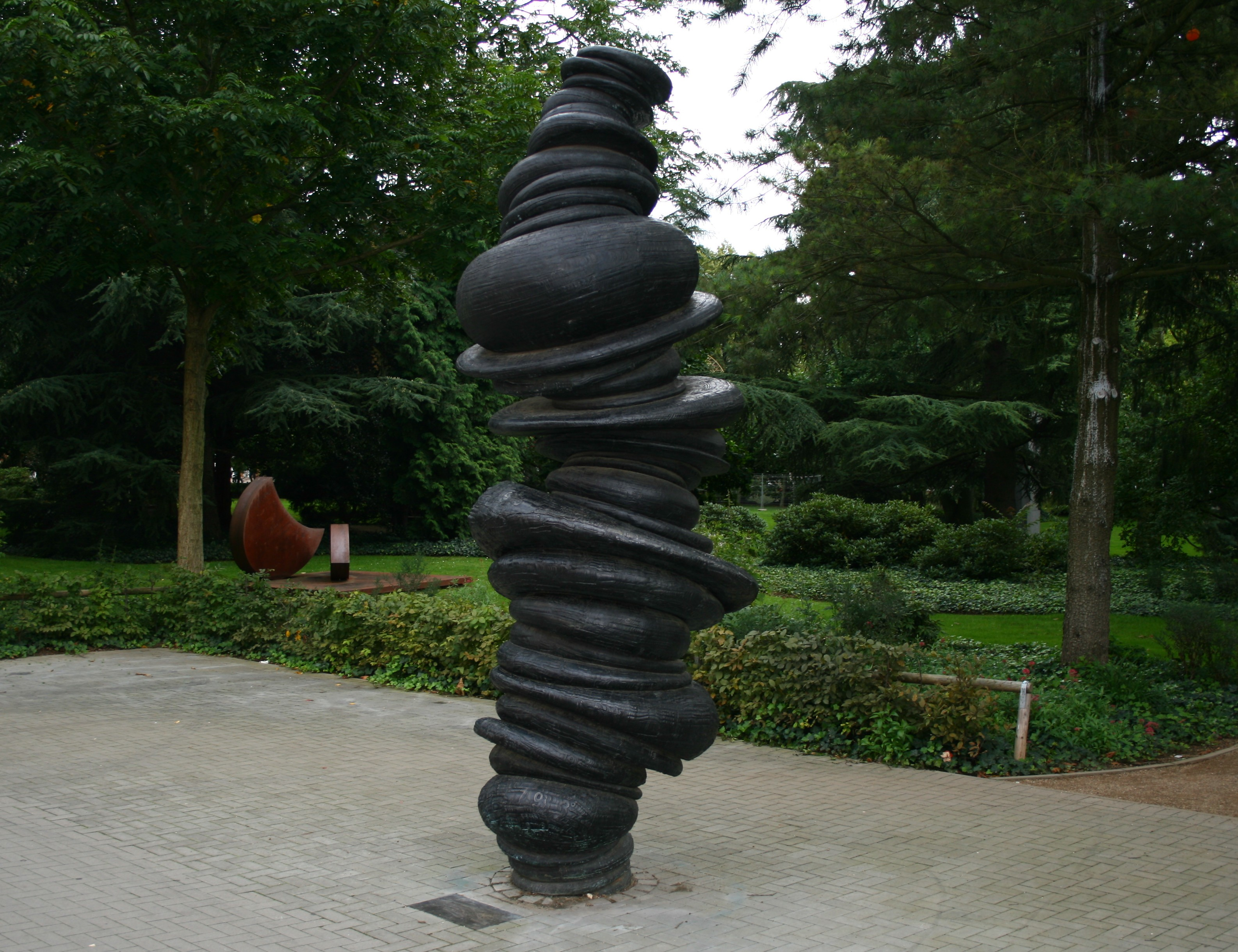
Wirbelsäule, 1996.
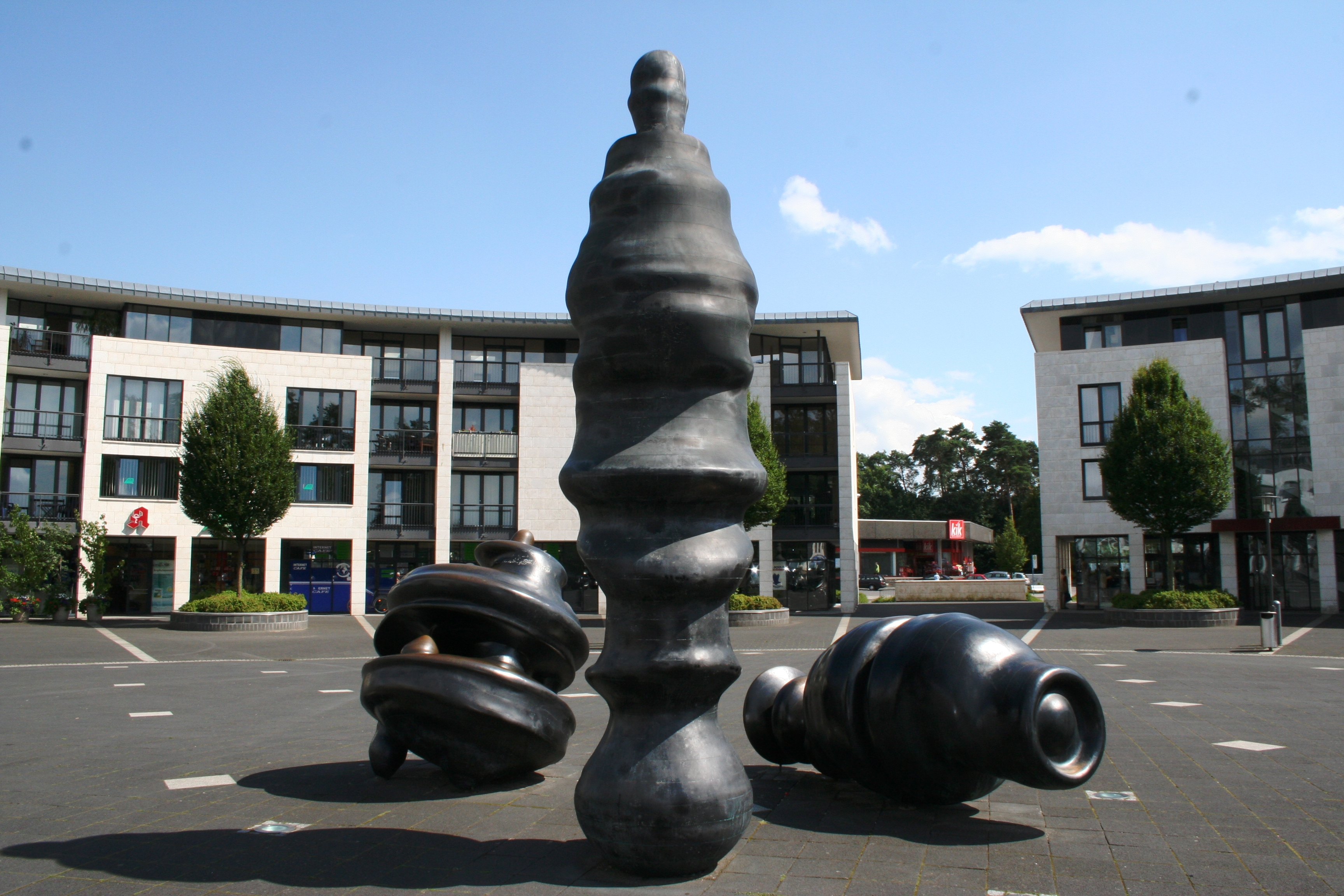
Auf der Lichtung, 1997. Райховплатц в г. Зенненштадт, Германия